# Dmitrij Borodin
Dmitrij Borodin (* 10. února 1972) je bývalý ruský fotbalista, záložník.

## Fotbalová kariéra
V české lize hrál za Bohemians Praha. Nastoupil v 6 ligových utkáních. Dal 2 ligové góly.

## Ligová bilance
| Ročník                          | Zápasy | Góly | Klub            |
| ------------------------------- | ------ | ---- | --------------- |
| 1. česká fotbalová liga 1994/95 | 6      | 2    | Bohemians Praha |
| CELKEM 1. česká liga            | 6      | 2    |                 |